# Пастух, Евгений Александрович
Евге́ний Алекса́ндрович Пасту́х (укр. Євгеній Олександрович Пастух; род. 19 марта 2004, Тетеревка, Житомирская область) — украинский футболист, полузащитник львовских «Карпат» и молодёжной сборной Украины. Выступает на правах аренды за львовский «Рух».

## Клубная карьера
Футболом начал заниматься в житомирском «Фениксе», где выступал до 8-летнего возраста. Потом перебрался в академию столичного «Динамо». В ДЮФЛУ с 2017 по 2020 год выступал за «Динамо», «Карпаты» и «Шахтёр».
В июле 2021 подписал контракт с «Рухом». сначала выступал за команду в юношеском чемпионате Украины. В футболке львовского клуба дебютировал 29 июля 2023 в победном (2:1) выездном поединке 1-го тура Премьер-лиги Украины против луганской «Зари». Евгений вышел на поле на 82-й минуте вместо Остапа Притулы.

## Карьера в сборной
14 ноября 2022 года получил дебютный вызов в юношескую сборную Украины (u-19). За юношескую сборную украины дебютировал 17 ноября 2022 в победном (1:0) домашнем поединке группы 3 квалификации юношеского чемпионата Европы (U-19) против сверстников из Косово. Пастух вышел на поле на 86-й минуте вместо Игоря Горбача. В ноябре 2022 года провел 3 поединка за команду U-19.